# Markgraafschap Turijn
Het markgraafschap Turijn (Italiaans: Marca di Torino) is een historisch land in het huidige Italië. Een andere benaming is Marca Arduinca naar de eerste markgraaf. Het omvatte grofweg het gebied in de driehoek Turijn, Ventimiglia en Albenga.
In 950 begon koning Berengarius II van Italië met een militaire reorganisatie van Noordwest-Italië ten zuiden van de Po met de bedoeling om aanvallen van de Saracenen vanaf zee beter af te kunnen slaan. Hiertoe richt hij drie nieuwe markgraafschappen in, waar hij een aantal getrouwen aanstelde als markgraaf:
- Marca di Torino of Marca Arduinca, waar Arduin Glaber, graaf van Auriate, stamvader van het huis der Arduiniden, markgraaf werd;
- Marca Liguria Occidentale of  Marca Aleramica, waar Aleramo van Monferrato, stamvader van het huis der Aleramiden, markgraaf werd;
- Marca Liguria Orientale of Marca Obertengha, waar Oberto van Luni, stamvader van het huis Obertenghi, markgraaf werd.

Het gebied ten noorden van de Po (met uitzondering van het gebied rond Vercelli) bleef als verkleinde versie van het markgraafschap Ivrea (of Marca Anscarica) bestaan en werd geregeerd door de Anscariden.
Net zoals de andere markgraafschappen was ook Turijn geen lang leven beschoren. Na de dood van Arduin werd het gebied verdeeld onder zijn zonen. Door het huwelijk van graaf Otto van Savoye met Adelheid van Susa, achterkleindochter van Arduin, verwierf het huis Savoye de titel en legde hiermee de basis voor haar macht in het noordwesten van Italië. Auriate kwam door het huwelijk van Berta van Susa in handen van de Aleramiden en legde de basis voor markgraafschap Saluzzo.